# Phasia multisetosa
Phasia multisetosa là một loài ruồi trong họ Tachinidae.